# Померанцев, Питер
Питер Померанцев (англ. Peter Pomerantsev), при рождении Пётр Игоревич Померанцев; род. 30 сентября 1977, Киев) ― британский журналист, писатель и телевизионный продюсер.

## Юность
Родился в Киеве в 1977 году. В 1978 году вместе с родителями эмигрировал в Западную Германию, после того как его отец, телеведущий и поэт Игорь Померанцев, был арестован КГБ за распространение антисоветской литературы. Позже они переехали в Мюнхен, а затем в Лондон, где Игорь Померанцев работал в службе Би-би-си. Также проживал в Эдинбурге, Берлине, Нью-Йорке и Праге. Мать Померанцева, Лиана Померанцева, является продюсером документальных фильмов. Её работы включают такие фильмы, как «Гулаг» (премия Грирсона), «Осада Беслана» (приз Италии) и «Поезд» (премия BAFTA).
Питер посещал Вестминстерскую школу в Лондоне и Европейскую школу в Мюнхене. Изучал английскую литературу и немецкий язык в Эдинбургском университете.

## Карьера
В 2001 году после университета он переехал в Россию. Учился на Высших курсах сценаристов и режиссёров в Москве в 2002—2004 гг., в мастерской режиссуры игрового кино под руководством В. Я. Мотыля и Н. Б. Рязанцевой. Работал в аналитических центрах и был консультантом по проектам Европейского союза, пока не поступил в киношколу.
С 2001 по 2010 год жил в основном в Москве, работая на телевидении. В период с 2006 по 2010 год, после пребывания в Лондоне, работал над программами, транслируемыми на российском развлекательном канале ТНТ. Какое-то время работал в производственной компании Потемкин Продакшн.
Начиная с 2011 года писал статьи о России в Newsweek, The Atlantic Monthly и других журналах.
Мемуары Померанцева о его пребывании в России «Nothing is True and Everything is Possible: Adventures in Modern Russia» были выпущены издательствами Faber в 2015 году и Public Affairs в США в 2014 году. С тех пор они были переведены более чем на дюжину языков. Книга удостоилась рекомендации Анастасии Эдель для читателей, интересующихся Россией.
Был председателем проекта Инициативы по информационной войне Центра анализа европейской политики. Также руководил программой «За пределами» в рамках форума переходов Института Legatum, где он был старшим научным сотрудником. Работал в Институте гуманитарных наук в Вене.
Давал показания на тему информационной войны и развития средств массовой информации Комитету по иностранным делам Конгресса США, Комитету Сената США по международным отношениям, Комитету по обороне парламента Великобритании.
Дело Коршуновой
Расследовал гибель российской модели Русланы Коршуновой. По его мнению, смерть была связана с организацией «Роза мира». Тренировочные сессии группы состояли в том, что участники проходили изнурительные физические и умственные тренинги. После нескольких месяцев тренингов Коршунова похудела и стала агрессивной, сообщили её друзья. Затем она отправилась в Нью-Йорк на кастинги. По данным полиции, 28 июня 2008 года Коршунова прыгнула с балкона своей квартиры и погибла. В её квартире не было обнаружено никаких следов борьбы, и смерть была квалифицирована как самоубийство. Предсмертной записки найдено не было. Кроме того, по заявлениям её матери, друзей и знакомых, у неё не было реальной причины покончить с собой, и это могло быть убийством. Была похоронена на Хованском кладбище в Москве.

## Личная жизнь
Во время пребывания в России, Померанцев женился на русской женщине из Москвы. По состоянию на 2019 год Померанцевы воспитывали трёх детей и проживали в Лондоне.